# Ігнатій-Фелікс Добржинський
Ігнацій Фелікс Добжи́нський (пол. Ignacy Feliks Dobrzyński; нар. 25 лютого 1807, Романів — пом. 9 жовтня 1867, Варшава) — польський композитор, піаніст, диригент і музичний педагог. Син музиканта Ігнація Добжинського.

## Біографія
Народився  25 лютого 1807 року селі Романові (нині селище міського типу Житомирської області, Україна). Початкову музичну освіту здобув удома, у батька: грав на скрипці, був диригентом. З 1825 року навчався в Варшаві у Юзефа Ельснера, спочатку приватно, потім (1826—1828) в Інституті музики, де його однокласником був Ф. Шопен. Деякий час жив і працював у Німеччині, де відвідав в якості піаніста і диригента Берлін, Дрезден, Бонн, Франкфурт, Мюнхен. У 1834 році його друга симфонія отримала другий приз на конкурсі у Відні. У 1857 організував самостійний симфонічний оркестр (Польський оркестр Ігнація Фелікса Добжинського), який виступав за тиждень (економічно справа не відбулася, і незабаром оркестр розпався).

## Творчість
Представлений нижче список містить лише основні твори Добжинського (усього він написав їх близько 170). З нього можна скласти уявлення про різнобічність інтересів композитора. Він пробує себе майже в усіх жанрах: пише оперу, симфонії і релігійні кантати, але також кантати і оркестрові твори «на випадок». Дивно різноманітні концертні досліди Добжинського: навіть в такому списку вказані твори для семи різних інструментів з оркестром. У камерній музиці він творить не тільки в рамках звичайних ансамблів на кшталт струнного квартету, але складає також для нетрадиційних складів інструментів (секстет з контрабасом і ін.). Фортепіанні п'єси Добжинського охоплюють майже всі відомі жанри.

### Музичний театр
- Опера «Монбар, або Флібустьєри», op. 30 (Monbar czyli Flibustierowie, 1836—1838, перша повна постановка — січень 1863 Варшава, диригував сам Добжинський).
- Музика до п'єс:
  - «Конрад Валленрод» А. Міцкевича, драматична переробка поеми в трьох діях, op. 69, не закінчена, що не публікувалася (1859—1865);
  - «Бургграфи» В. Гюго, op. 70 (1860);
  - «Мистецтво і торгівля» (Sztuka i handel), музична комедія в трьох діях з прологом (п'єса Ж. Ш. Дюбуа в перекладі К. Кашевського, 1861).

### Вокальна музика
- Кантата на честь хоробрих захисників батьківщини (Kantata na cześć walecznych obrońców Ojczyzny), для чотирьох солістів, змішаного хору і оркестру (1830).
- «Перехід Бугу» (Marsz za Bug), марш для змішаного хору і органу (1831).
- Кантата на іменини Генрика Лубеньского, для змішаного хору і оркестру (1834).
- «Святий Боже» (Święty Boże), op. 61, молитва для чотирьох солістів, хору і оркестру або органу (до 1851).
- «Плач над труною Господа Ісуса» (Lamentacja nad grobem Chrystusa Pana), op. 62 для хору з оркестром (1851).
- «Пісня Пресвятій Богородиці» (Pieśń do Najświętszej Marii Panny), op. 58, для сопрано, мішаного хору та органу (до 1853).
- Похоронний марш на смерть Фридерика Шопена (Marsz żałobny na śmierć Fryderyka Chopina), op. 66, для змішаного хору і оркестру (1857).
- Veni Creator, op. 67 (68), для чоловічого хору з духовим оркестром (бл. 1857).
- Хори, пісні.

### Оркестрова музика
- Дві симфонії:
  - Велика симфонія № 1, op. 11 (1829);
  - Симфонія № 2 c-moll «Характеристична симфонія в дусі польської музики», op. 15 (Symfonia charakterystyczna w duchu muzyki polskiej, 1834, друга редакція 1862, повільна частина була замінена Елегією з Струнного секстету, op. 39).
- Концертна увертюра для великого оркестру, op. 1 (1824).
- Два концертних полонезу для великого оркестру, op. 31 (ок. 1839).
- Гумореска-капричіо на італійську тему для оркестру, op. 53 (1847).
- Скерцо для оркестру, op. 56 (ок. 1849).
- Марш з нагоди золотого весілля Юзефа Ельснера (Marsz na złote wesele J. Elsnera) для оркестру.
- Два траурних марші:
  - Траурний марш для оркестру, op. 38 (ок. 1840).
  - Траурний марш на смерть Юзефа Ельснера (Marsz żałobny na śmierć J. Elsnera) для мідного духового оркестру (1854).
- Марші та інші невеликі твори.

### Твори для сольного інструмента з оркестром

#### Духові
- Анданте і рондо-полонез (Andante et Rondo alla polacca) G-dur для флейти з оркестром, op. 42 (ок. 1843).
- Фантазія на власну тему для фагота з оркестром, op. 28 (ок. 1834).
- Фантазія для труби з оркестром, op. 35 (ок. 1839).
- Інтродукція та варіації на власну тему для тромбона з оркестром, op. 45 (ок. 1845).

#### Струнні
- Фантазія для скрипки з оркестром, op. 32 (ок. 1829).
- Велика фантазія на теми з опери «Флібустьєри» для скрипки з оркестром (бл. 1840).
- Елегія для віолончелі з оркестром, op. 43 (ок. 1843).

#### Фортепіано
- Фортепіанний концерт As-dur, op. 2 (1824), юнацький твір (не був виданий, перше відоме виконання 1986; існують реконструкція К. Бацулевского, що використовує повний текст, з усіма виключеними Добжинський місцями, і більш коротка, що враховує пізніші купюри редакція Казімєжа Розбицький).
- Рондо-полонез (Rondo à la Polacca) для фортепіано з оркестром, op. 6 (бл. 1827).
- Концертні варіації на тему відомої мазурки для фортепіано з оркестром, op. 12 (опубл. 1834). Можливо, для фортепіано соло.

### Камерна музика

#### Дуети
- Інтродукція та нескладні варіації F-dur на тему відомої мазурки для флейти (скрипки) з фортепіано, op. 18 (1831).
- Дует As-dur для кларнета і фортепіано, op. 47 (середина 1840-х).
- Інтродукція та варіації на власну тему D-dur для скрипки з фортепіано, op. 9 (бл. 1829).
- «Сльози» (Les larmes) e-moll для віолончелі (скрипки) та фортепіано, op. 41 (1843).
- Тема з варіаціями для віолончелі та фортепіано, op. 42 (ок. 1843).
- Ноктюрн для віолончелі та фортепіано, op. 46 (ок. 1845).

#### Тріо і квартети
- «Спогад про Дрездені» G-dur для гобоя (скрипки), віолончелі та фортепіано (1846).
- Велике тріо a-moll для скрипки, альта і віолончелі, op. 17 (ок. 1831).
- Три струнних квартети (для двох скрипок, альта і віолончелі):
  - № 1 e-moll, op. 7 (1828 або одна тисяча вісімсот двадцять дев'ять);
  - № 2 d-moll, op. 8 (+1829);
  - № 3 E-dur, op. 13 (1830).
- Етюди на власну тему в подвійному контрапункті восьми видів [?] (Studium na temat oryginalny w dubeltowym kontrapunkcie w 8 postaciach) для струнного квартету, op. 62 (1867).

#### Твори для великих ансамблів
- Два струнних квінтету (для двох скрипок, альта і двох віолончелей):
  - № 1 F-dur, op. 20 (1831);
  - № 2 a-moll, op. 40 (ок. 1841).
- Струнний секстет (для двох скрипок, альта, двох віолончелей і контрабаса) Es-dur, op. 39 (1841).
- Романс для гобоя, струнного квінтету і контрабаса (бл. 1842).
- «Сон християнина» (Sen chrześcijanina), релігійна фантазія для десяти інструментів, op. 57 (ок. 1850). Очевидно, перший в польській музиці децімет, як і взагалі один з найбільш ранніх.

### Фортепіанна музика
- Інтродукція та варіації на власну тему в російській стилі, op. 4 (бл. 1824).
- Фантазія в роді фуги (Fantaisie quasi Fugue) на тему відомої мазурки, op. 10 (ок. 1828).
- Фантазія і варіації в легкому і блискучому стилі на тему мазурки (Куявяк), op. 14 (ок. 1830).
- Варіації на власну тему, op. 22 (ок. 1833).
- Фантазія на теми з опери «Дон Жуан» В. А. Моцарта, op. 59 (ок. 1846 опубл. 1847).
- Численні мініатюри: полонези, мазурки, ноктюрни, вальси, галопи, етюди і так далі.

## Записи
- (1994) Добжинський. Фортепіанний концерт. Шопен. Фортепіанний концерт № 2 (Jerzy Sterczyński, Adam Natanek)
- (1994) Добжинський. Увертюра до «Монбара». І ін. (Sinfonia Varsovia, Grzegorz Nowak). — CD ACCORD ACD 019
- (1996) Добжинський. Струнний квартет № 1. Монюшко. Струнні квартети № 1 і 2 (Camerata Quartet). — Ricercar RIC158165 [4]; перевидано (2006) DUX 0561.
- (2001) Добжинський. Струнні квінтети № 1 і 2 (Kwartet Wilanów, Tomasz Strahl). — Acte Préalable AP0048.
- (2001) Добжинський. Струнний секстет. Ельснер. Септет (Kulka, Wróbel, Camerata Vistula). — Acte Préalable AP0067.
- (2006) Добжинський. Andante e Rondo alla Polacca Op. 42. І ін. (Antoni Wierzbiński, Elżbieta Tyszecka). — Acte Préalable AP0137.
- (2011) Лесселя і Добжинський. Фортепіанні концерти (Howard Shelley, Sinfonia Varsovia). — NIFCCD 101.
- (2012) Добжинський. Дует для кларнета і фортепіано, op. 47. Кіляра. Валторнової соната. Лесселя. Тріо для кларнета, валторни і фортепіано. — DUX 0857.
- (2013) Добжинський. Увертюра до «Монбара». Фортепіанний концерт. Симфонія № 2 (Emilian Madey, Łukasz Borowicz). — Chandos CHAN 10778 (2)
- (2013) Добжинський. Камерні твори з фортепіано: Тріо, op. 17 та ін. На двох дисках. — Acte Préalable AP0278 і AP0279.